# Christopher Anvil
Christopher Anvil, född antingen 1922 eller 11 mars  1925 i Norwich, USA, död 2009 är den pseudonym som användes av den amerikanske science fiction-författaren Harry C. Crosby, Jr.  Han debuterade 1952 med novellen Cinderella Inc. och har sedan dess skrivit ytterligare över 100 noveller och ett antal romaner.